# Ford Corcel
Der Ford Corcel war ein vom brasilianischen Ableger der Ford Motor Company von Herbst 1968 bis Mitte 1987 hergestelltes Modell der Mittelklasse mit Frontantrieb.
Ford Brasilien übernahm 1968 die Firma Willys-Overland, die bis dahin mit Renault zusammengearbeitet und in Lizenz die Modelle Dauphine und Gordini produziert hatte. Dabei fiel Ford als Mitgift das beinahe zu Ende entwickelte Willys-Overland-Renault-Projekt "M" zu, eine abgewandelte Version des gleichzeitig entwickelten Renault 12. Ford entwickelte es zu Ende. Der Corcel ist somit im Grunde die brasilianische Variante des R12.

## Corcel I (1968–1977)
Im Dezember 1968 erschien der Ford Corcel als viertürige Limousine. Die Frontpartie war gänzlich anders gestaltet und das Heck verlief gerade ohne wie beim Renault nach hinten abzufallen. Mit dem Corcel wurden zahlreiche moderne Details im brasilianischen Automobilbau eingeführt, etwa die Sicherheitslenksäule und der geschlossene Kühlwasserkreislauf. 1969 wurden über 50.000 Exemplare verkauft.
1969 schob Ford ein zweitüriges Coupé mit angedeutetem Hüftschwung und den dreitürigen Kombi Ford Belina nach.
1971 debütierte das Coupé in sportlicher GT-Aufmachung mit Doppelvergaser-Motor, dem bald darauf das Coupé GT XP folgte, der erste Corcel mit 1,4-Liter-Motor, hier 62 kW (85 PS) stark. Vom Corcel verkaufte Ford in diesem Jahr 127.000 Stück.
1973 wurde die Motorhaube geändert und ein niedrigerer Kühlergrill eingeführt. Limousine und Kombi wurden seitdem mit 1,4-Liter-Motoren ausgerüstet.
1975 gesellte sich zu den Basis- und Lujo-Limousinen der Corcel LDO mit luxuriöser Ausstattung, die Vinyldach, Sporträder und reichlicheren Chromschmuck umfasste. Die Chromstäbe im Kühlergrill waren bei allen Modellen waagerecht statt senkrecht angeordnet.

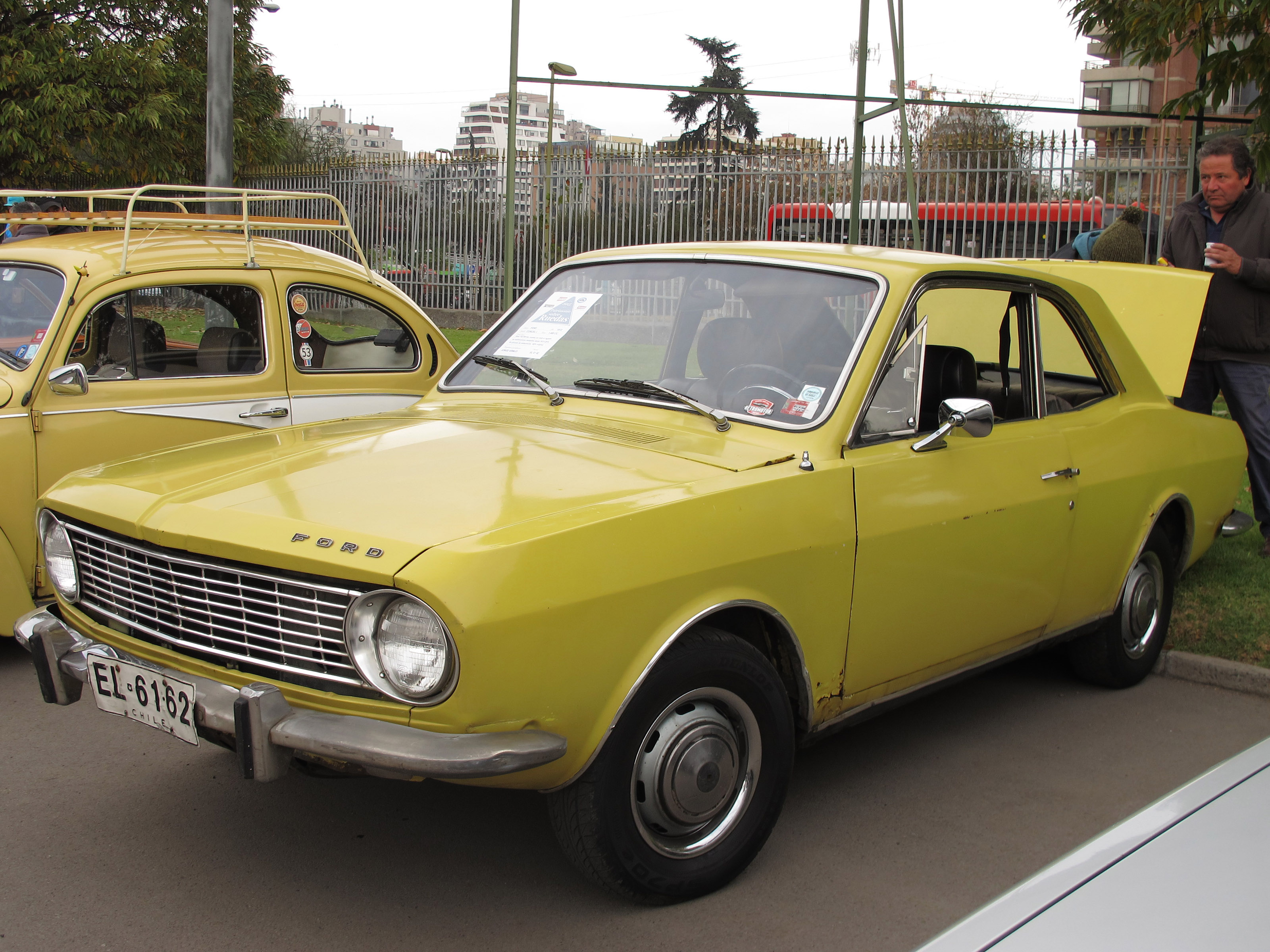
Ford Corcel Coupé (1969–1972)
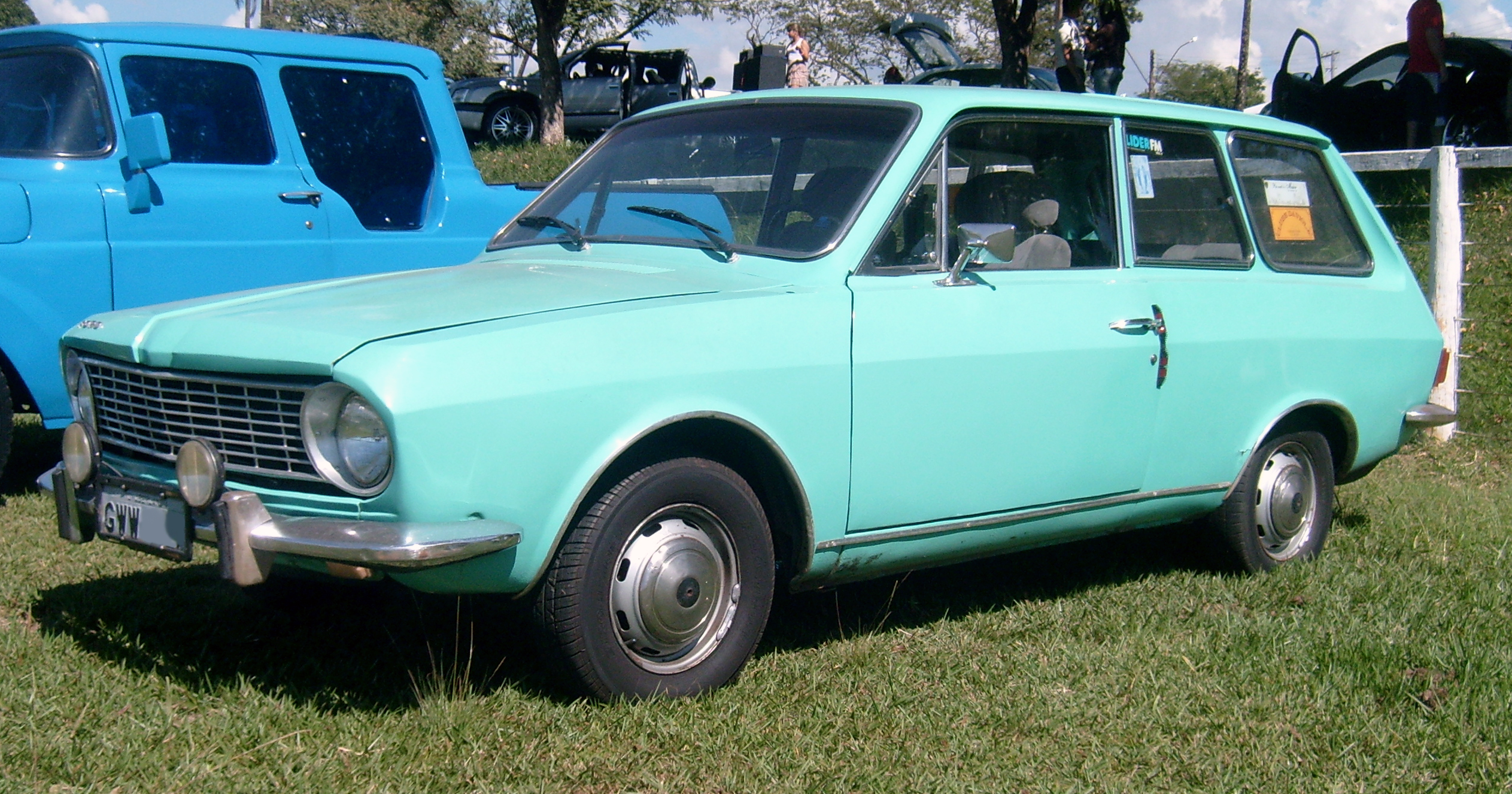
Ford Belina

## Corcel II (1977–1987)

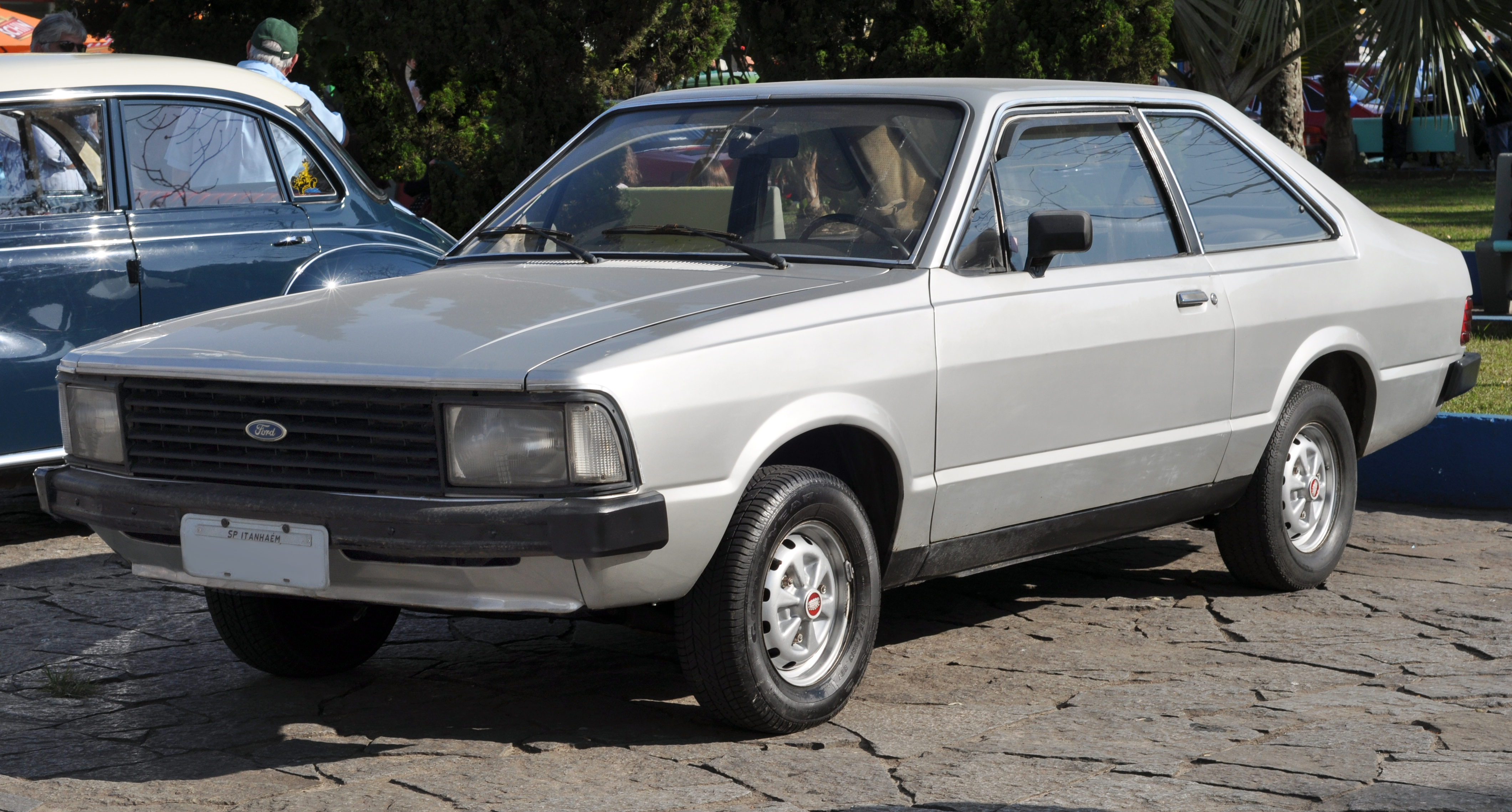
Ford Corcel (1977–1985)

Ende 1977 erschien die zweite Generation des Corcel mit vollständig neuer Karosserie, gekennzeichnet durch große Rechteckscheinwerfer und mattschwarzen Kunststoff-Kühlergrill. Im Programm standen die zweitürige Limousine mit stark abfallendem Heck (ähnlich dem Ford Escort der zweiten Generation) in den Ausstattungen Basis, LDO (mit Holzfolie und Teppichen im Innenraum) und GT (mit verchromten Radzierringen, Zweifarbenlackierung und Nebelscheinwerfern), sowie der dreitürige Kombi.
1979 kamen ein 1,6-Liter-Vierzylinder (der 1,4-Liter-Motor blieb auf Wunsch erhältlich) und Fünfganggetriebe ins Programm.
1981 erschien der vom Corcel abgeleitete Ford Del Rey mit gehobener Ausstattung, steiler stehender C-Säule und längerem Heck, 1982 der ebenfalls auf dem Corcel aufbauende Pickup Ford Pampa.
Ab 1983 wurden im Corcel modernere Vierzylinder der CHT-Motorenfamilie eingebaut, die im brasilianischen Escort debütiert hatten. Diese gab es mit Hubräumen von 1,35 und 1,6 Litern. Zum Normal-Kombi namens Belina kam eine Luxusvariante Scala hinzu.
1985 erhielt der Corcel eine Modellpflege mit stärker nach vorne geneigter Front, angeschrägten Scheinwerfern, geänderten Rückleuchten und dem Armaturenbrett des vorjährigen Del Rey. Die Ausstattungsstufen nannten sich L und GL.
Im Juli 1987 endete nach fast 20 Jahren und über 1,4 Millionen Stück die Produktion des Ford Corcel. Del Rey und Pampa wurden noch einige Jahre weiter gebaut.
| Technische Daten Ford Corcel     |                                                                      |                                                                      |                                                                      |                                                                      |
| Ford Corcel:                     | Basis (1973)                                                         | GT Coupé (1973)                                                      | II (1985)                                                            | II LDO (1985)                                                        |
| Motor:                           | 4-Zylinder-Reihenmotor (Viertakt)                                    | 4-Zylinder-Reihenmotor (Viertakt)                                    | 4-Zylinder-Reihenmotor (Viertakt)                                    | 4-Zylinder-Reihenmotor (Viertakt)                                    |
| Hubraum:                         | 1372 cm³                                                             | 1372 cm³                                                             | 1555 cm³                                                             | 1555 cm³                                                             |
| Bohrung × Hub:                   | 75,3 × 77 mm                                                         | 75,3 × 77 mm                                                         | 77 × 83,5 mm                                                         | 77 × 83,5 mm                                                         |
| Leistung bei 1/min:              | 55 kW (75 SAE-PS) bei 5400                                           | 62,5 kW (85 SAE-PS) bei 5400                                         | 48 kW (65 PS) bei 4800                                               | 54 kW (73 PS) bei 5600                                               |
| Max. Drehmoment bei 1/min:       | 118 SAE-Nm bei 3600                                                  | 118 SAE-Nm bei 3600                                                  | 106 Nm bei 2400                                                      | 116 Nm bei 4000                                                      |
| Verdichtung:                     | 8,0:1                                                                | 8,0:1                                                                | 9,0:1                                                                | 9,0:1                                                                |
| Gemischaufbereitung:             | 1 Fallstrom-Registervergaser DFV 228 102                             | 1 Fallstrom-Doppelvergaser Solex 35 DIDS                             | 1 Fallstrom-Doppelvergaser Weber                                     | 1 Fallstrom-Doppelvergaser Weber                                     |
| Ventilsteuerung:                 | Seitliche Nockenwelle, Antrieb über Kette                            | Seitliche Nockenwelle, Antrieb über Kette                            | Seitliche Nockenwelle, Antrieb über Kette                            | Seitliche Nockenwelle, Antrieb über Kette                            |
| Kühlung:                         | Wasserkühlung                                                        | Wasserkühlung                                                        | Wasserkühlung                                                        | Wasserkühlung                                                        |
| Getriebe:                        | 4-Gang-Getriebe, Mittelschaltung Frontantrieb                        | 4-Gang-Getriebe, Mittelschaltung Frontantrieb                        | 4- oder 5-Gang-Getriebe, Mittelschaltung Frontantrieb                | 4- oder 5-Gang-Getriebe, Mittelschaltung Frontantrieb                |
| Radaufhängung vorn:              | Querlenker mit Zugstrebe oben, Dreieckslenker unten, Schraubenfedern | Querlenker mit Zugstrebe oben, Dreieckslenker unten, Schraubenfedern | Querlenker mit Zugstrebe oben, Dreieckslenker unten, Schraubenfedern | Querlenker mit Zugstrebe oben, Dreieckslenker unten, Schraubenfedern |
| Radaufhängung hinten:            | Starrachse, Dreieckslenker oben, Längslenker unten, Schraubenfedern  | Starrachse, Dreieckslenker oben, Längslenker unten, Schraubenfedern  | Starrachse, Dreieckslenker oben, Längslenker unten, Schraubenfedern  | Starrachse, Dreieckslenker oben, Längslenker unten, Schraubenfedern  |
| Bremsen:                         | Scheibenbremsen vorne (Durchmesser 22,8 cm), Trommelbremsen hinten   | Scheibenbremsen vorne (Durchmesser 22,8 cm), Trommelbremsen hinten   | Scheibenbremsen vorne (Durchmesser 22,8 cm), Trommelbremsen hinten   | Scheibenbremsen vorne (Durchmesser 22,8 cm), Trommelbremsen hinten   |
| Lenkung:                         | Zahnstangenlenkung                                                   | Zahnstangenlenkung                                                   | Zahnstangenlenkung                                                   | Zahnstangenlenkung                                                   |
| Karosserie:                      | Stahlblech, selbsttragend                                            | Stahlblech, selbsttragend                                            | Stahlblech, selbsttragend                                            | Stahlblech, selbsttragend                                            |
| Spurweite vorn/hinten:           | 1310/1280 mm                                                         | 1310/1280 mm                                                         | 1365/1335 mm                                                         | 1365/1335 mm                                                         |
| Radstand:                        | 2440 mm                                                              | 2440 mm                                                              | 2440 mm                                                              | 2440 mm                                                              |
| Abmessungen:                     | 4470 × 1620 × 1350–1480 mm                                           | 4470 × 1620 × 1350–1480 mm                                           | 4520 × 1660 × 1335 mm                                                | 4520 × 1660 × 1335 mm                                                |
| Leergewicht:                     | 945–998 kg                                                           | 943 kg                                                               | 915 kg                                                               | 915 kg                                                               |
| Höchstgeschwindigkeit:           | 137 km/h                                                             | 144 km/h                                                             | 155 km/h                                                             | 160 km/h                                                             |
| 0–100 km/h:                      | nicht angegeben                                                      | nicht angegeben                                                      | nicht angegeben                                                      | nicht angegeben                                                      |
| Verbrauch (Liter/100 Kilometer): | 8,3 N                                                                | 10–12 N                                                              | 11,0 S                                                               | 12,0 A                                                               |